# 東京工芸大学女子短期大学部
東京工芸大学女子短期大学部（とうきょうこうげいだいがくじょしたんきだいがくぶ、英語: Women's Junior College, Tokyo Institute of PolytechnicsまたはTokyo Kogei Women's Junior College）は、神奈川県厚木市飯山1583に本部を置いていた日本の私立大学である。1982年に設置され、2005年に廃止された。大学の略称は工芸女子短大。

## 概要

### 大学全体
- 神奈川県厚木市に所在した日本の私立短期大学で、設置主体は学校法人東京工芸大学[2]。
- 1学科で入学定員150名体制で1982年に設置された[3]。神奈川県厚木市の東京工芸大学厚木キャンパスと同じ敷地内に置かれた。1986年度から2000年度まで入学定員250名体制、2001年度より再び150人体制となる。
- 2002年度の入学生を最後に[注釈 1]、2005年に短期大学としての使命を終える[5]。

### 教育および研究
- 東京工芸大学に附属された短大として併設されたが、男女共学の短期大学部とは異なり、秘書科のちビジネス情報学科といった芸術系とは関連していない学科が置かれていた。「経営情報」・「情報処理」・「国際教養」の各コースが設けられていた。

### 学風および特色
- ビジネスや語学・情報教育に力をいれていたところに特色がある。

## 沿革
- 1982年
  - 1月16日 左記を以て文部省[注 1]より短期大学の設置が認可される[注 2]。
  - 4月1日 東京工芸大学女子短期大学部が以下の学科体制にて開学する。
    - 秘書科 入学定員150名

  - 5月1日 学生数[8]/定員
    - 秘書科 女187名/150[9]
- 1986年
  - 4月1日 秘書科の入学定員を150[10]→250[11]に増員[12]。
  - 5月1日 学生数[13]/定員
    - 秘書科 女487/400
- 1999年
  - 5月1日 学生数[14]/定員
    - 秘書科 女577/500
- 2001年
  - 4月1日 秘書科をビジネス情報学科に名称変更し、かつ入学定員を250→150に減員[15]。
- 2002年
  - 4月1日 この年度をもって学生募集を終了。
- 2005年
  - 7月29日 左記を以て正式廃止[5]。

## 基礎データ

### 所在地
- 神奈川県厚木市飯山1583

### 象徴
- 東京工芸大学女子短期大学部のカレッジマークは東京工芸大学と同一で、ヒマワリをイメージしている。

## 教育および研究

### 組織

#### 学科
- ビジネス情報学科 入学定員150名[注 3]

#### 専攻科
- なし

#### 別科
- なし

#### 取得資格について
- 上級秘書士ほか

### 研究
- 『東京工芸大学女子短期大学部紀要:飯山論叢』[17]

## 学生生活

### 部活動・クラブ活動・サークル活動
- 東京工芸大学女子短期大学部で活動していたクラブ活動：短大独自の組織にはバスケットボール・バドミントン・バレーボール・書道・軽音楽・華道・美術などがあった[18]。

### 学園祭
- 東京工芸大学女子短期大学部の学園祭は「えりあんと祭」と呼ばれていた[19]。

## 大学関係者と組織

### 大学関係者組織
- 東京工芸大学女子短期大学部の同窓会は「華輪会[注 4]」と称し、卒業生が輩出される1982年に発足された。同窓会会報誌『かりん』が1984年より発行される。1985年よりほぼ毎年華輪会総会が催され、北野大・トニー田中・櫻井よし子・安藤和津・小林カツ代などの著名人が招かれたことがある。
- 生活協同組合があった。

## 施設

### キャンパス
- 東京工芸大学厚木キャンパス内に、大学とは別に女子短期大学部独自の校舎が設けられていた。1号館・2号館・学生ホール[注 5]・クラブハウス・テニスコート・体育館を短大にて所有していた。

### 寮
- なし

## 対外関係

### 他大学との協定
- スインバーン工科大学：オーストラリア

### 系列校
- 東京工芸大学
- 東京工芸大学短期大学部

## 卒業後の進路について

### 編入学･進学実績
- 系列の東京工芸大学以外では産能大学や神奈川大学などがある[20]。